# Gynoplistia resplendens
Gynoplistia resplendens là một loài ruồi trong họ Limoniidae. Chúng phân bố ở miền Australasia.